# Daiki Ito
Daiki Ito (Japans: 伊東 大貴, Itō Daiki) (Shimokawa (Subprefectuur Kamikawa), 27 december 1985) is een Japanse schansspringer. Hij vertegenwoordigde zijn vaderland op de Olympische Winterspelen 2006 in Turijn, Italië.

## Carrière
Ito maakte zijn wereldbekerdebuut in maart 2002 in Falun, twee jaar later scoorde hij dankzij een negende plaats in Hakuba zijn eerste wereldbekerpunten. Op de wereldkampioenschappen skivliegen 2004 in Planica eindigde de Japanner als twintigste, samen met Akira Higashi, Hideharu Miyahira en Noriaki Kasai eindigde hij als vijfde in de landenwedstrijd. Tijdens de laatste wedstrijd van het vierschansentoernooi 2005, in Bischofshofen, stond Ito voor de eerste maal in zijn carrière op het podium van een wereldbekerwedstrijd. In Oberstdorf nam de Japanner deel aan de wereldkampioenschappen schansspringen 2005, op dit toernooi eindigde hij als eenendertigste op de grote schans en als zesendertigste op de grote schans. In de landenwedstrijd eindigde hij samen met Takanobu Okabe, Akira Higashi en Noriaki Kasai op de negende plaats. 
Tijdens de Olympische Winterspelen van 2006 in Turijn eindigde Ito als achttiende op de kleine schans en als tweeënveertigste op de grote schans, samen met Tsuyoshi Ichinohe, Noriaki Kasai en Takanobu Okabe eindigde hij op de zesde plaats in de landenwedstrijd. Op de wereldkampioenschappen schansspringen 2007 in Sapporo eindigde de Japanner als twintigste op de kleine schans en als negenentwintigste op de grote schans, in de landenwedstrijd legde hij samen met Shohei Tochimoto, Takanobu Okabe en Noriaki Kasai beslag op de bronzen medaille. Tijdens de wereldkampioenschappen skivliegen 2008 in Oberstdorf eindigde Ito op de zevenentwintigste plaats, samen met Noriaki Kasai, Taku Takeuchi en Shohei Tochimoto eindigde hij als zevende in de landenwedstrijd. In Liberec nam de Japanner deel aan de wereldkampioenschappen schansspringen 2009, op dit toernooi eindigde hij als twintigste op de grote schans en als tweeëntwintigste op de kleine schans. In de landenwedstrijd sleepte hij samen met Shohei Tochimoto, Takanobu Okabe en Noriaki Kasai de bronzen medaille in de wacht.
In 2010 kon Ito zich kwalificeren voor de Olympische winterspelen in Vancouver. Ito eindigde 15e op de normale schans en 20e op de grote schans. Samen met het Japanse team eindigde hij 5e in de landewedstrijd. In de zomer van 2010 was Ito de beste in het eindklassement van de Grand Prix schansspringen 2010, dit dankzij 3 individuele overwinningen in Courchevel, Einsiedeln en Hakuba. Tijdens de wereldkampioenschappen schansspringen 2013 in Val di Fiemme werd Ito, samen met Yuki Ito, Sara Takanashi en Taku Takeuchi wereldkampioen in de wedstrijd voor gemengde teams.
Samen met Reruhi Shimizu, Taku Takeuchi en Noriaki Kasai behaalde Ito in 2014 Olympisch brons tijdens de landenwedstrijd op Olympische winterspelen in Sotsji. Individiueel eindigde Ito 9e op de grote schans. In 2018 nam Ito een vierde keer deel aan de Olympische Winterspelen.

## Resultaten

### Olympische Spelen
| Jaar | Plaats      | Resultaten                                             |
| ---- | ----------- | ------------------------------------------------------ |
| 2006 | Turijn      | 18e normale schans 42e grote schans 6e landenwedstrijd |
| 2010 | Vancouver   | 15e normale schans 20e grote schans 5e landenwedstrijd |
| 2014 | Sotsji      | 9e grote schans · landenwedstrijd                      |
| 2018 | Pyeongchang | 20e normale schans 6e landenwedstrijd                  |

### Wereldkampioenschappen skivliegen
| Jaar | Plaats     | Resultaten                         |
| ---- | ---------- | ---------------------------------- |
| 2004 | Planica    | 20e individueel 5e landenwedstrijd |
| 2008 | Oberstdorf | 27e individueel 7e landenwedstrijd |
| 2010 | Planica    | 20e individueel                    |
| 2012 | Vikersund  | 5e individueel 5e landenwedstrijd  |

### Wereldkampioenschappen schansspringen
| Jaar | Plaats        | Resultaten                                                                                               |
| ---- | ------------- | --- |
| 2005 | Oberstdorf    | 36e normale schans 31e grote schans 9e landenwedstrijd                                                   |
| 2007 | Sapporo       | 20e normale schans · 29e grote schans · landenwedstrijd                                                  |
| 2009 | Liberec       | 22e normale schans · 20e grote schans · landenwedstrijd                                                  |
| 2011 | Oslo          | 13e normale schans 18e grote schans 5e landenwedstrijd normale schans 6e landenwedstrijd grote schans    |
| 2013 | Val di Fiemme | 15e normale schans · 10e grote schans · landenwedstrijd normale schans · 5e landenwedstrijd grote schans |
| 2015 | Falun         | 12e normale schans 28e grote schans 4e landenwedstrijd grote schans                                      |
| 2017 | Lahti         | 10e normale schans · 15e grote schans · landenwedstrijd normale schans · 7e landenwedstrijd grote schans |

### Wereldbeker
Eindklasseringen
| Seizoen   | Algm | SV  | 4S  | NT  |
| --------- | ---- | --- | --- | --- |
| 2003/2004 | 37e  |     | –   | 32e |
| 2004/2005 | 13e  |     | 7e  | 19e |
| 2005/2006 | 19e  |     | 23e | 28e |
| 2006/2007 | 60e  |     | 45e | -   |
| 2007/2008 | 31e  |     | 56e | 32e |
| 2008/2009 | 29e  | 35e | 19e | 18e |
| 2009/2010 | 16e  | –   | 13e | 19e |
| 2010/2011 | 15e  | 13e | 32e |     |
| 2011/2012 | 4e   | 4e  | 6e  |     |
| 2012/2013 | 26e  | 22e | 50e |     |
| 2013/2014 | 21e  | -   | 14e |     |
| 2014/2015 | 16e  | 10e | 32e |     |
| 2015/2016 | 16e  | 13e | 13e |     |
| 2016/2017 | 24e  | 18e | 25e |     |
| 2017/2018 | 63e  | -   | -   |     |

Wereldbekerzeges
| Datum           | Plaats      | Schans      |
| Individueel     | Individueel | Individueel |
| --------------- | ----------- | ----------- |
| 28 januari 2012 | Sapporo     | HS134       |
| 29 januari 2012 | Sapporo     | HS134       |
| 4 maart 2012    | Lahti       | HS97        |
| 8 maart 2012    | Trondheim   | HS140       |
| Gemengd team    |             |             |
| 6 december 2013 | Lillehammer | HS100       |

### Grand Prix schansspringen
Eindklasseringen
| Jaar | Plaats |
| ---- | ------ |
| 2004 | 15e    |
| 2005 | 42e    |
| 2006 | 20e    |
| 2007 | 20e    |
| 2008 | 6e     |
| 2009 | 7e     |
| 2010 | Goud   |
| 2011 | 16e    |
| 2013 | 51e    |
| 2015 | 45e    |
| 2016 | 20e    |
| 2017 | 37e    |

Grand-Prixzeges
| Datum            | Plaats     | Schans |
| ---------------- | ---------- | ------ |
| 13 augustus 2010 | Courchevel | HS132  |
| 15 augustus 2010 | Einsiedeln | HS117  |
| 28 augustus 2010 | Hakuba     | HS131  |